# Polysyncraton sideris
Polysyncraton sideris är en sjöpungsart som beskrevs av Kott 200. Polysyncraton sideris ingår i släktet Polysyncraton och familjen Didemnidae. Inga underarter finns listade i Catalogue of Life.